# Chafik Najih
Chafik Najih est un footballeur franco-marocain, né le 5 août 1983 à Bourgoin-Jallieu. Il évolue au poste de milieu offensif à l'AC Arles

## Biographie
Il commence sa carrière à Arles en 2005-2006, monte en National avec ce club durant la saison. Il finit meilleur buteur et meilleur joueur. Il passe trois saisons à Arles.
Pour la saison 2008-2009, il prend la direction de Clermont (Ligue 2) et réalise deux saisons excellentes. Il retourne le 4 juillet 2010 à l'AC Arles-Avignon qui vient de monter en Ligue 1 ; il participe à une moitié de saison avant d'être prêté en janvier 2011 et jusqu'à la fin de saison à US Boulogne.
Souvent présélectionné avec la sélection marocaine, il fut souvent élu meilleur joueur du club à l'AC Arles-Avignon, Clermont et Boulogne[réf. nécessaire].

## Carrière
- 2005-2006 : AC Arles (CFA2)
- 2006-2007 : AC Arles (CFA) 26 matchs, 4 buts
- 2007-2008 : AC Arles (National) 31 matchs, 13 buts
- 2008-2009 : Clermont Foot (Ligue 2) 14 matchs, 0 but
- 2009-2010 : Clermont Foot (Ligue 2) 20 matchs, 4 buts
- 2010-2012 : AC Arles-Avignon (Ligue 1)
  - janvier 2011-juin 2011: US Boulogne Côte d'Opale (Ligue 2, prêt)
- depuis 2013 : AS Lyon-Duchère[1]

## Palmarès
- AC Arles
  - Champion de CFA Groupe B en 2007.